# 데지더리오 아너즈
데지더리오 아너즈(Desiderio Arnaz, 본명 Desiderio Alberto Arnaz y Alberni II, 1894년 3월 8일 ~ 1973년 5월 31일)는 쿠바의 행정관과 정치인으로 활약한 미국의 행정정치자문가이다.

## 이력
그는 쿠바에서 산 티아고 데 쿠바 시장을 지냈으며 이후 1935년에 미국으로 망명 이주하였고 미국 시민권을 취득하였으며 미국에서 행정정치자문가로 활약하였다.